# Vittorio Podestà
Vittorio Podestà (Lavagna, 3 giugno 1973) è un paraciclista italiano.
Il 19 marzo 2002 fu coinvolto un incidente d'auto a Ponte Taro (PR) in cui ebbe una lesione midollare. Laureato in ingegneria civile, vive a Chiavari con la moglie Barbara.

## Carriera sportiva
Da ragazzo praticò il ciclismo con l'Aurora Chiavari.
Nel 2003 inizia a praticare il paraciclismo con la handbike e nel 2005 conquista il primo titolo di campione italiano a cronometro. Dopo aver debuttato con la squadra nazionale italiana di paraciclismo proprio nel 2005, diventa Campione del Mondo per la prima volta a Bordeaux nel 2007.
Ai Giochi paralimpici di Pechino 2008 vince la medaglia di argento nella cronometro. Nel 2009 e 2011 vince la medaglia d'argento ai mondiali di Bogogno e Roskilde. Ai Giochi paralimpici di Londra 2012 vince tre medaglie: argento nella staffetta e due bronzi nella cronometro e nella partenza di massa.
Dopo aver vinto 3 medaglie sia ai mondiali 2013 di Baia-Comeau (2 ori e 1 bronzo) che in quelli di Greenville nel 2014 (2 ori e un argento), nel 2015 vince tutte e tre le medaglie d'oro nella cronometro, su strada e a squadre.
Ai Giochi paralimpici di Rio de Janeiro 2016 vince due medaglie d'oro, nella cronometro e nella staffetta con il pugliese Luca Mazzone e il bolognese Alex Zanardi.